# マルコ・メンドーサ

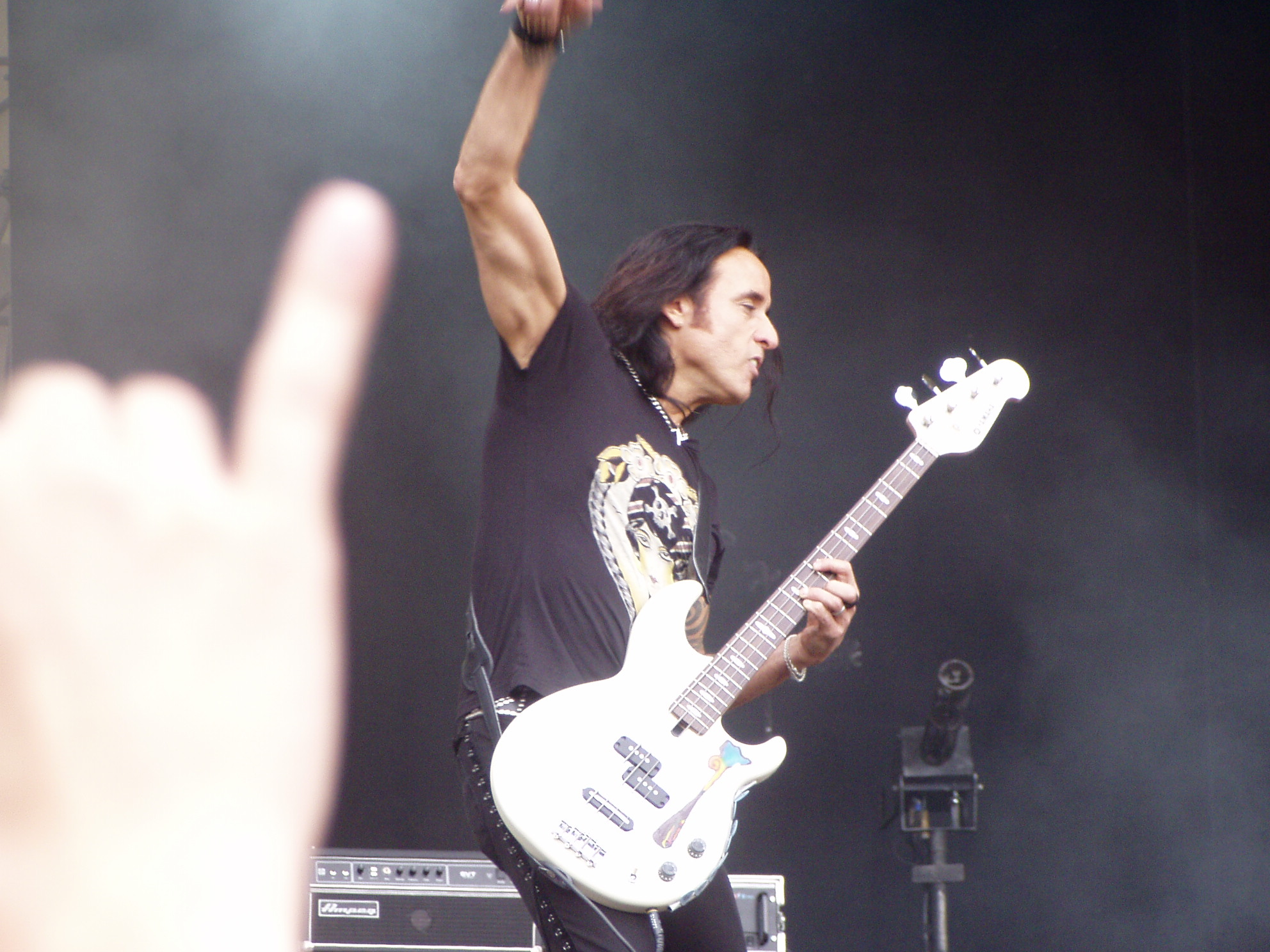
シン・リジィとしてのライブ（2007年6月2日）

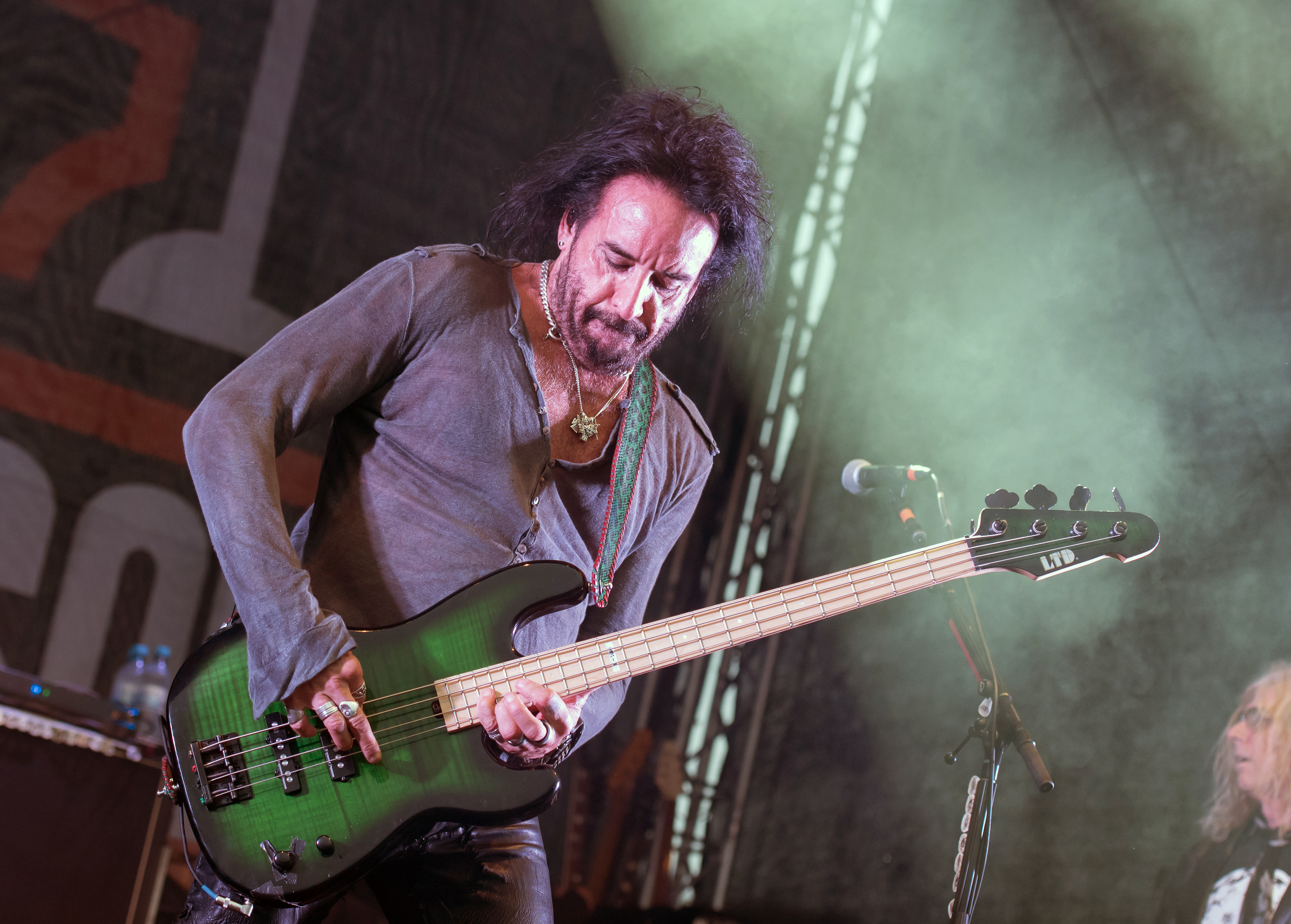
ザ・デッド・デイジーズで演奏するメンドーサ（2017年）

マルコ・メンドーサ（Marco Mendoza）は、アメリカ合衆国サンディエゴ出身のベーシスト、ボーカリスト。

## キャリア
幼少期は祖母の住むメキシコのティフアナで過ごしている。やがてギターを弾き始めるが、ベースに転向し、主にローカル・バンドでジャズやファンク等を演奏する生活を送る。そこでフレットレス・ベースを弾く様をジョン・サイクスに見出され、1993年からベーシストとしてブルー・マーダーに参加。以後、ハードロック/ヘヴィメタル界で活躍する。ブルー・マーダーが1994年に終了した後も引き続きジョン・サイクスのソロ・プロジェクト、サイクスに参加。1996年から2000年にかけては、再結成したシン・リジィにも参加し、2000年に離脱したものの2005年に復帰している。
ホワイトスネイクが25周年を記念して再結成した2003年に、ベーシストとして参加してツアーを行う。2004年のロンドン公演は『ライブ イン・ザ・スティル・オブ・ザ・ナイト』として映像化された。しかし2005年にデヴィッド・カヴァデールと衝突してバンドを脱退する。
またニール・ショーンの招きで2004年からソウル・サーカスに参加し、ライブを行いながらアルバム『ワールド・プレイ』を制作した。
2007年にドロレス・オリオーダン（元クランベリーズ）のアルバム『アー・ユー・リスニング?』からバンドに参加し、ツアーを行っている。同時にリッチー・コッツェンらの共演で、ソロ・アルバム『リヴ・フォー・トゥモロー』を制作、発表した。
2022年6月には、マイケル・スウィート（ギター、ストライパー）、ジョエル・ホークストラ（ギター、ホワイトスネイク）、ネイサン・ジェイムズ（ボーカル、INGLORIOUS）、トミー・アルドリッジ（ドラム、ホワイトスネイク、オジー・オズボーン他）との新バンド、アイコニック（Iconic）のデビュー作『セカンド・スキン』を発表した。

## ディスコグラフィ

### ソロ・アルバム
- 『ライヴ・イン・L.A.』 - Live in L.A. (1998年)  ※ライブ。Mendoza Heredia Neto名義
- 『リヴ・フォー・トゥモロー』 - Live for Tomorrow (2007年)
- Casa Mendoza (2010年)
- 『ヴィヴァ・ラ・ロック』 - Viva La Rock (2018年)
- New Direction (2022年)

### アイコニック
- 『セカンド・スキン』 - Second Skin (2022年)

### 参加アルバム
ブルー・マーダー
- 『ナッシング・バット・トラブル』 - Nothin' But Trouble (1993年)
- 『スクリーミング・ブルー・マーダー～フィルに捧ぐ』 - Screaming Blue Murder (1994年)

サイクス/ジョン・サイクス
- 『アウト・オブ・マイ・ツリー』 - Out of My Tree (1995年)
- 『ラヴランド』 - Loveland (1997年)
- 『20th センチュリー』 - 20th Century (1997年)
- 『ニュークリア・カウボーイ』 - Nuclear Cowboy (2000年)
- 『バッド・ボーイ・ライヴ!』 - Bad Boy Live! (2004年) ※ライブ

テッド・ニュージェント
- Full Bluntal Nugity (2001年) ※ライブ
- 『クレイヴマン』 - Craveman (2002年)

ドロレス・オリオーダン
- 『アー・ユー・リスニング?』 - Are You Listening? (2007年)
- 『ノー・バゲッジ』 - No Baggage (2009年)

ザ・デッド・デイジーズ
- 『レヴォリューション』 - Revolución (2015年)
- 『メイク・サム・ノイズ』 - Make Some Noise (2016年)
- 『ライヴ&ラウダー』 - Live & Louder (2017年)
- 『バーン・イット・ダウン』 - Burn It Down (2018年)

その他
- ビル・ワード : Ward One: Along the Way (1990年)
- ティン・ドラム : Real World (1995年)
- マイケル・ラフ : Feels Good (1996年) ※ライブ
- ライト・セッド・フレッド : 『スマッシング』 - Smashing! (1996年)
- ロッシュ・ヴォワジーヌ : Kissing Rain (1996年)
- ラファエル・アラゴン : Sugar Cane (1997年)
- 横山智佐 : 『Chisa and The Heaven＆Earth Band Live In L.A.』 (1997年)
- ロバート・ウィリアムズ : Date with the Devil's Daughter (1998年)
- トミー・ショウ : 『セブン・デッドリー・ゼンズ』 - 7 Deadly Zens (1998年)
- シン・リジィ : One Night Only (2000年)
- デヴィッド・カヴァデール : 『イントゥ・ザ・ライト』 - Into the Light (2000年)
- デレク・シェリニアン : 『ミソロジー』 - Mythology (2004年)
- ソウル・サーカス : 『ワールド・プレイ』 - World Play (2005年)
- ホワイトスネイク : 『ライブ イン・ザ・スティル・オブ・ザ・ナイト』 - Live... in the Still of the Night (2006年) ※DVD
- エイドリアン・ガリッシュ : Earth Tones (2008年)
- エリアス : Never Say Never (2009年) ※1992年録音
- ティム・リッパー・オーウェンズ : 『プレイ・マイ・ゲーム』 - Play My Game (2009年)
- リンチ・モブ : 『スモーク・アンド・ミラーズ』 - Smoke and Mirrors (2009年)
- La Famiglia Superstar : La Famiglia Superstar (2010年)
- スティーヴ・サルート : Brown Eyed Soul (2011年)
- ブラック・スター・ライダーズ : 『オール・ヘル・ブレイクス・ルース』 - All Hell Breaks Loose (2013年)
- ニール・ショーン : 『ソー・ユー』 - So U (2014年)
- WAMIプロジェクト : 『キル・ザ・キング』 - Kill The King (2014年)
- ジェリコ・サマー : Night Train (2016年)